# Розничная торговля Украины
Розничная торговля Украины превратилась в один из важнейших двигателей экономического роста экономики страны с момента начала экономических реформ и либерализации рынка в конце 1980-х годов.
Является одним из главных источников пополнения госбюджета Украины.
Среди негативных факторов, однако, можно выделить резкое сокращение численности населения страны, что представляет угрозу для будущего развития рынка розницы в стране.

## В контексте
С начала 2000-х годов главным катализатором роста современной розницы является рост потребительского спроса на внутреннем рынке страны, который позволяет сглаживать колебания на экспортных направлениях, которые стали наиболее очевидны после начала долговременной стагнации на мировом рынка и экономического спада в странах Еврозоны, больно ударившего по тяжёлой промышленности Украины.
С начала 2000-х в крупных городах страны возросла роль крупных торговых сетей («Сільпо», «Фуршет», «Велика Кишеня», «АТБ», «Эко-маркет»), хотя и к началу 2006 года значительная часть продукции в сёлах и райцентрах продолжала реализовываться на рынках и через мелкие частные магазины. Наибольшее распространение торговые сети получили в столице страны.
К 2006 году характерной особенностью украинской розничной торговли являлось преобладание отечественных торговых сетей над иностранными, поскольку страна осталась в стороне от евроинтеграционных процессов. На Украине не произошло повторение так называемого польского сценария, при котором розничная торговля была быстро и полностью перекуплена иностранными компаниями. В результате, в 2006 году в пятёрку крупнейших торговых сетей Украины из иностранных компаний входил только немецкий METRO, остальные не входили в десятку крупнейших.
Начавшийся в 2008 году мировой экономический кризис привёл к осложнению экономической ситуации и очередному политическому кризису на Украине, сопровождавшемуся ухудшением экономических показателей и экономическим кризисом 2008—2009 гг. Снижение спроса населения оказало отрицательное влияние на розничную торговлю.
С конца 2000-х годов современная розница активно проникает в крупные города на периферии.
Объём оборота розничной торговли в 2012 году составил 804,3 млрд гривен (на 15,9 % больше объема розничной торговли 2011 года).
В 2012 году наибольшим оборот розницы был в Киеве (101 млрд 526,6 млн грн) и Донецкой области (82 млрд 562,9 млн грн), наименьшими показателями отличались г. Севастополь (9 млрд 237,6 млн грн) и Черновицкая область (11 млрд 255,3 млн грн). При этом по темпам роста розницы лидировали Волынская область (на 12,5%, до 12,6 млрд.грн.), Киевская область (на 12,3%, до 25,5 млрд.грн.) областях, Севастополь (на 12,2%, до 7,7 млрд.грн.), АР Крым (на 12%, до 31,7 млрд.грн.) и Киев (на 11,3%).
К середине 2013 года торговля являлась наиболее массовым видом предпринимательской деятельности на Украине, а основную часть предпринимателей составляли лица, занятые в розничной торговле.
В 2014 году объём розничной торговли снизился на 8,6 % и составил 903,5 млрд. грн, а в 2015 году — на 20,7 %, до 1,02 трлн грн.
В перспективе на развитие украинской розницы будет негативно сказываться быстрое сокращение численности населения страны (на 100 тыс. в год). Кроме этого, быстрый рост розничного оборота в стране часто происходит за счёт импорта, что усиливает отрицательное сальдо торгового баланса.